# میتا ولاندر
میـِتا ولاندر (سوئدی: Meta Velander؛ زادهٔ ۱۳ اوت ۱۹۲۴ درگذشت ۱۶ مهٔ ۲۰۲۵) بازیگر اهل سوئد بود. او در طول دوران حرفه‌ای خود در سریال‌های تلویزیونی مانند «آلسکا میگ» و فیلم‌هایی از جمله «ددلاین» و «آلیس عزیز» ایفای نقش کرد. از فیلم‌های او می‌توان به تابو اشاره کرد.

## زندگی و فعالیت‌حرفه‌ای

### اوایل زندگی
اوا مارگارتا ولندر در ۱۳ اوت ۱۹۲۴ در شهر داندرید متولد شد و در کونگشولمن در استکهلم، نزدیک به پارک رالامبشوفسپارکن، بزرگ شد و تا بیست و یک سالگی در آنجا زندگی کرد.
متا ولندر دختر پروفسور ادی ولندر (۱۸۹۴–۱۹۶۱) و همسرش ماژ هاله (۱۸۹۳–۱۹۸۴) بود.

### فعالیت‌حرفه‌ای
ولاندر بازیگری را در دوران مدرسه آغاز کرد. پس از تحصیل در آکادمی سلطنتی آموزش دراماتیک بین سال‌های ۱۹۴۷ تا ۱۹۵۰، در تئاتر اوپسالا شروع به کار کرد و تا سال ۱۹۵۷ در آنجا ماند. سپس از سال ۱۹۶۰ به بعد در تئاتر استکهلم مشغول به کار شد. او اولین بازی سینمایی خود را در سال ۱۹۴۵ با نقشی در فیلم رویال پاتراسکت انجام داد. او در سال‌های ۱۹۸۲ و ۲۰۱۰ قسمت‌هایی از سریال برنامه رادیویی سومار را در رادیو سوئد اجرا کرد.
در سال ۱۹۷۴، میتا ولاندر نقش هدویگ را در سریال تلویزیونی راز خانه سیلف‌ورکرونا که از شبکه SVT پخش می‌شد، بازی کرد. در سال ۱۹۹۸، او نقش خانم پالم را در سریال تلویزیونی پیپ-لارسون بازی کرد و در سال ۲۰۰۳ نقش اصلی را در سریال تلویزیونی دپارتمان سولباکن E ساخته کارین مانهایمر که هر دو از شبکه SVT پخش می‌شدند، بر عهده داشت.
در سال ۲۰۰۱، او در فیلم مهیج «مهلت» در مقابل هلنا برگستروم بازی کرد. در سال ۲۰۱۰، او در فیلم «آلیس عزیز» نقش السا را بازی کرد. در سال ۲۰۲۰، او در سریال تلویزیونی «آلسکا میگ» از شبکه ویاپلی ایفای نقش کرد.

## زندگی شخصی و مرگ
او در ۲۲ ژوئن ۱۹۴۹ با بازیگر اینیوار شلسون ازدواج کرد و تا زمان مرگ او در سال ۲۰۱۴ با هم زندگی‌می‌کردند. او در یوشهولم، محلی که در آن متولد شد زندگی می‌کرد. او در ۱۳ اوت ۲۰۲۴، ۱۰۰ ساله شد.
میتا در ۱۶ مه ۲۰۲۵، در سن ۱۰۰ سالگی درگذشت.